# 小樽郵便局
小樽郵便局（おたるゆうびんきょく）は北海道小樽市にある郵便局。民営化前の分類では集配普通郵便局であった。
地域住民からは「本局」と呼ばれており、最寄りバス停留所「本局前」の「本局」は小樽郵便局を意味する。

## 概要

### 分室
分室はなし。過去に存在した分室は以下のとおり。
- 朝里分室 - 廃止された朝里郵便局（集配郵便局）の局舎を利用し、2005年（平成17年）に設置。民営化直前の2007年（平成19年）に廃止、再び朝里郵便局（無集配郵便局）が設置された。
- 保険分室 - 1956年（昭和31年）に廃止。

### その他
政治家の島本虎三は、小樽郵便局に勤務していた時期があり、同郵便局労働組合執行委員を勤めた。

## 沿革
- 1872年11月1日（明治5年10月1日） - 小樽郵便取扱所として開設[1]。
- 1873年（明治6年） - 小樽郵便役所となる。
- 1875年（明治8年）1月1日 - 小樽郵便局（二等）となる。
- 1879年（明治12年） - 為替取扱を開始。
- 1882年（明治15年） - 貯金取扱を開始。
- 1894年（明治27年）8月1日 - 小樽郵便電信局となる。
- 1903年（明治36年）4月1日 - 通信官署官制の施行に伴い小樽郵便局となる。
- 1945年（昭和20年）12月15日 - 郵便局で取扱う電話通話事務を除く電話事務を小樽電話局に移管[2]。
- 1948年（昭和23年）9月1日 - 小樽稲穂郵便局の一時閉鎖[注釈 1]および小樽花園東郵便局の廃止に伴い、両局の取扱事務を承継[3]。
- 1956年（昭和31年）
  - 7月 - 局舎新築落成。
  - 7月7日 - 保険分室を廃止[4]。
- 1957年（昭和32年）1月21日 - 電話通話および和文電報受付事務の取扱を開始。
- 1992年（平成4年）8月3日 - 外国通貨の両替および旅行小切手の売買に関する業務取扱を開始。
- 1993年（平成5年）6月26日 - 小樽手宮郵便局の廃止に伴い、取扱事務を承継。
- 1994年（平成6年） - 現庁舎が新築される[5]。歴史的建造物が立ち並ぶ一画に立地するため、周囲の景観との調和が図られたクラシカルな外観デザインを採用した点が高く評価され、第7回小樽市都市景観賞作品を受賞した[6]。
- 2005年（平成17年）3月28日 - 朝里郵便局の廃止に伴い、取扱事務を承継。同局跡地に朝里分室を設置[7]。
- 2006年（平成18年）9月19日 - 銭函郵便局、蘭島郵便局、塩谷郵便局から集配業務を移管[8]。
- 2007年（平成19年）
  - 7月30日 - 朝里分室を廃止（のちに旧・朝里郵便局を閉局した後、同局の近隣地に無集配局の新・朝里郵便局を開局）。
  - 10月1日 - 郵政民営化に伴い、併設された郵便事業小樽支店に一部業務を移管。
- 2012年（平成24年）10月1日 - 日本郵便株式会社の発足に伴い、郵便事業小樽支店を小樽郵便局へ統合。
- 2016年（平成28年）8月1日 - 銭函地区「047-02xx」区域の集配業務を銭函郵便局に再移管。
- 2019年（平成31年）4月1日 - ゆうゆう窓口の24時間営業を廃止。

## 取扱内容
- 郵便、収入印紙、ゆうパック、内容証明郵便
- 貯金、為替、振替、振込、国際送金、外貨両替、国債、投資信託
- 生命保険、バイク自賠責保険、自動車保険、がん保険、引受条件緩和型医療保険、変額年金保険
- 地方公共団体事務 - 小樽市ごみ処理券・ごみ袋の販売
- ゆうちょ銀行ATM
- 小樽市内の集配業務 - 銭函地区（郵便番号 047-02xx、061-32xx）を除く
- ゆうゆう窓口

## 周辺
- 旧三井銀行小樽支店
- 旧三菱銀行小樽支店
- 旧第一銀行小樽支店
- 旧北海道拓殖銀行小樽支店
- 小樽バイン（旧北海道銀行本店）
- 日本銀行旧小樽支店金融資料館
- 小樽市立小樽文学館
- 小樽市立小樽美術館
- 小樽掖済会病院
- 小樽運河
  - 小樽運河ターミナル

## アクセス
- JR函館本線 小樽駅から東へ約900m
- 北海道中央バス（おたもい営業所） 「本局前」「小樽芸術村」「日銀金融資料館（小樽バイン前）」停留所下車
- 札樽自動車道 小樽ICから北西へ約2.5km
- 駐車場あり：8台（三井のリパーク）